# Доллимаунт

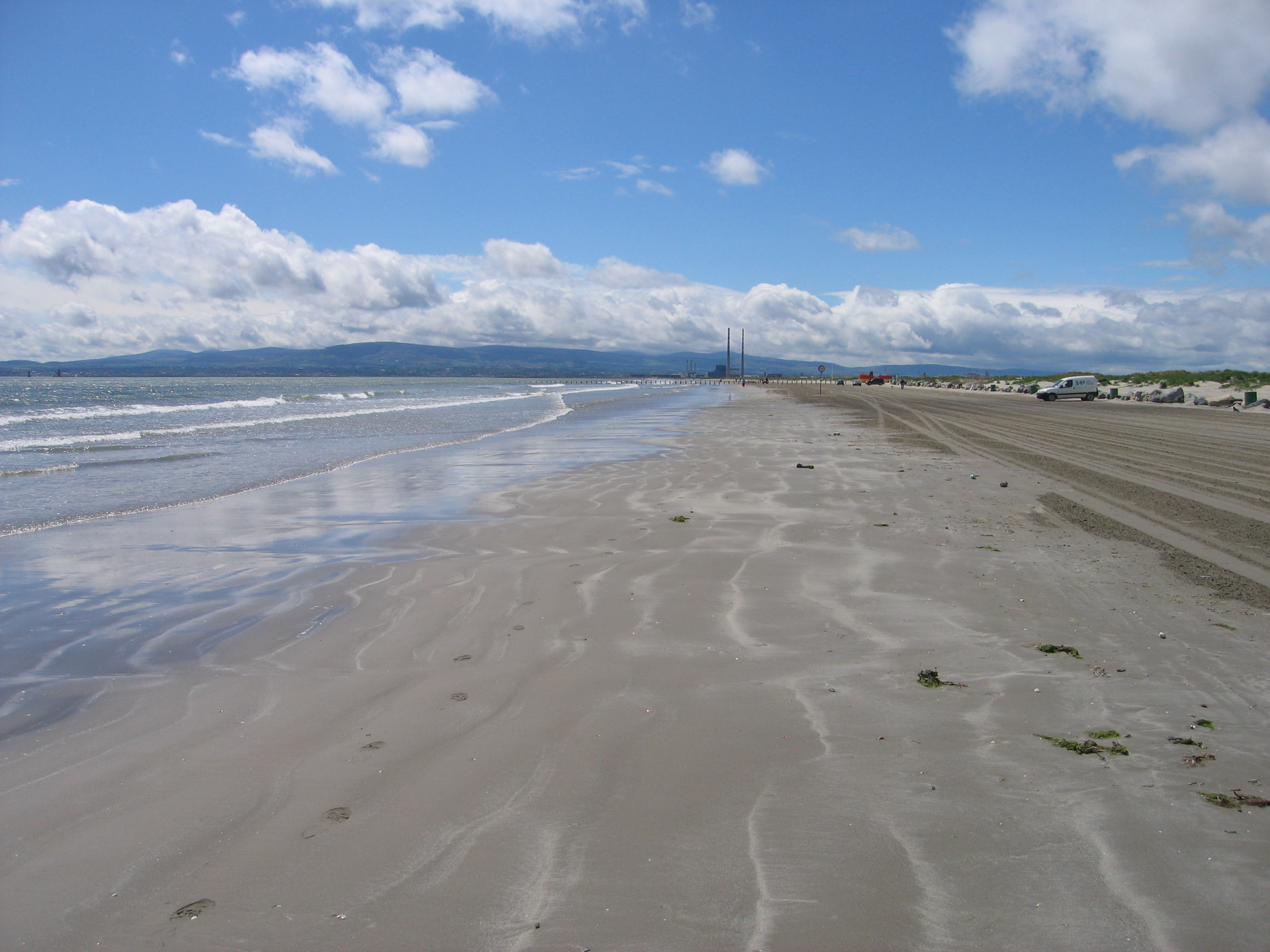
Побережье Доллимаунт, взгляд на юг

Доллимаунт (англ. Dollymount; ирл. Cnocán Doirinne) — городской район Дублина в Ирландии, находится в административном графстве Дублин (провинция Ленстер).